# セス・ネッダーマイヤー
セス・ヘンリー・ネッダーマイヤー（英語:Seth Henry Neddermeyer、1907年9月16日 - 1988年1月29日）は、アメリカ合衆国ミシガン州リッチモンド (ミシガン州)出身の物理学者。
1937年に同国出身の物理学者であるカール・デイヴィッド・アンダーソンの共同研究者として宇宙線の中からミュー粒子を発見したことで名高い。
また、1982年にエンリコ・フェルミ賞を受賞した。

## 生涯
1907年9月16日、アメリカ合衆国ミシガン州のリッチモンドに生まれる。
スタンフォード大学に進学して1929年に学位を修得。その後は1941年までカリフォルニア工科大学で研究員としてPh.D（博士号）修得のためアンダーソンの共同研究者となり、1937年にウィルソンの霧箱を用いて宇宙線の中からミュー粒子を発見した。
なおミュー粒子は発見当時、電子のほぼ200倍の質量を持つ粒子として報じられた。アンダーソンらが発見した粒子を新たな中間子（ミュー粒子）と裏付けた人物は日本の物理学者湯川秀樹やアメリカの物理学者ロバート・オッペンハイマー、スイスの物理学者エルンスト・シュテュッケルベルクによって確認された。
1941年から1943年まで第二次世界大戦のためアメリカ国立標準技術研究所に務め、1946年にロスアラモス国立研究所でオッペンハイマーらのマンハッタン計画に参加した。
1946年よりワシントン大学で助教授を務め、後に教授となり1973年にはワシントン大学の名誉教授となった。
1982年にエンリコ・フェルミ賞を受賞。
1988年1月29日、ワシントン州のシアトルで亡くなる。